# Krzysztof Kwaśniewski
Krzysztof Maria Kwaśniewski (ur. 23 lipca 1927 w Gnieźnie, zm. 27 lipca 2024)– polski socjolog kultury i etnolog.

## Życiorys
Ukończył studia z nauk politycznych, prawa i socjologii na Uniwersytecie Jagiellońskim. Doktorat w 1960, habilitacja w 1967 r. W 1973 otrzymał tytuł naukowy profesora nadzwyczajnego, a w 1986 profesora zwyczajnego nauk humanistycznych. Specjalizuje się w socjologii kultury i narodu oraz stosunkach interetnicznych. W latach 1958–1963 zamieszczał na łamach „Gazety Robotniczej” i „Słowa Polskiego” artykuły poświęcone podaniom dolnośląskim i polskim tradycjom Wrocławia.
Był asystentem i adiunktem w Instytucie Historii Kultury Materialnej PAN 1954–1963, adiunktem i docentem w Wyższej Szkole Pedagogicznej w Opolu 1963–1973, profesorem w Instytucie Socjologii na Wydziale Nauk Społecznych Uniwersytetu im. Adama Mickiewicza w Poznaniu 1973–1997. Pracował też w Wyższej Szkole Nauk Humanistycznych i Dziennikarstwa w Poznaniu 2000–2007. Promotor 6 doktoratów, recenzent 10 przewodów habilitacyjnych i doktorskich.
Był współzałożycielem i współredaktorem naukowym półrocznika „Sprawy Narodowościowe - seria nowa” 1992–1997. Jest autorem publikacji książkowych, autorem haseł w Słowniku etnologicznym. Terminy ogólne (Poznań 1987). Członek PZPR w latach 1961–1990. W 1968 r. wydalony z partii, przywrócony do członkostwa po 3 dniach z naganą i ostrzeżeniem. Był członkiem powołanego po wprowadzeniu w Polsce stanu wojennego ”Zespołu Partyjnych Socjologów przy KC PZPR”.
Jego żoną była doc. dr hab. Zofia Staszczak (1928–2011) – etnolog, pracownik naukowy Instytutu Etnologii i Antropologii Kulturowej Uniwersytetu im. Adama Mickiewicza w Poznaniu.

## Odznaczenia
- 1974 – Krzyż Kawalerski OOP
- 1977 - Médaille de l’Université de Liège
- 1979 – Medal KEN
- 1981 - Zasłużony Działacz Kultury
- 1989 – Medal Rodła

## Wybrane publikacje[5]
- Podania i legendy dawnego Wrocławia, Wrocław 1962
- Paleniska i piece w polskim budownictwie ludowym Wrocław 1963
- Podania dolnośląskie, Wrocław 1968
- Adaptacja i integracja kulturowa ludności Śląska po drugiej wojnie światowej, Wrocław 1969
- Sytuacja społeczna kobiety wiejskiej na Śląsku Opolskim, Opole 1970
- Wrocław, jakiego nie znamy, Wrocław 1972
- Społeczne rodowody bohaterów, Warszawa 1977
- Polacy w historii i kulturze Europy Zachodniej. Słownik biograficzny. Red. Krzysztof Kwaśniewski i Lech Trzeciakowski (Poznań 1981)
- Zderzenie kultur. Tożsamość a aspekty konfliktów i tolerancji, Warszawa 1982
- Aktywność kulturalna w Polsce na tle przestrzennego zróżnicowania uczestnictwa i infrastruktury kulturalnej, Poznań 1983
- Integracja społeczności regionalnej – Śląsk Opolski, Opole 1987
- O wzajemności pojednania. Polskie Ziemie Zachodnie i Północne a problemy restytucji win i rekompensat, Wrocław 2000
- Poznańskie legendy i nie tylko, Poznań 2004, II wyd. 2011, III wyd. jako Legendy poznańskie, 2013.
- Legendy i podania wrocławskie i dolnośląskie, Poznań 2006, II wyd. 2010, III wyd. jako Legendy wrocławskie i dolnośląskie, 2015.
- Smutek anegdot. Etniczne dygresje do wspomnień i pomysły refleksji Poznań 2010